# Rogiertunnel
De Rogiertunnel is een tunnel gelegen ten noorden van Brussel. De tunnel maakt deel uit van de ringweg R20 en loopt onder de R20a, een deel van de R20 die boven de tunnel loopt. De tunnel bevat 2x2 rijstroken.
De Rogiertunnel was een van de vier wegtunnels die in 1957 in Brussel werden geopend voor het verkeer (naast de Stefaniatunnel, de Louizatunnel en de Kruidtuintunnel). De Rogiertunnel was hierdoor jarenlang de langste wegtunnel van Brussel, pas met de komst van de Montgomerytunnel in 1971 verloor het die titel. 
Annie Cordytunnel · Baljuwtunnel · Belliardtunnel · Boileautunnel · Deltatunnel · Georges Henritunnel · Hallepoorttunnel · Jubelparktunnel ·Koninginnetunnel · Kortenbergtunnel · Kruidtuintunnel · Kunst-Wettunnel · Louizatunnel · Madoutunnel · Montgomerytunnel · Naamsepoorttunnel · NAVO-tunnel · Pachecotunnel · Reyerstunnel · Rogiertunnel · Stefaniatunnel · Tervurentunnel · Troontunnel · Van Praettunnel · Vleurgattunnel · Wettunnel · Woluwetunnel